# Salo Wittmayer Baron
 (novembre 2022).
Pour les articles homonymes, voir Baron.
Salo Wittmayer Baron, Salo Baron (26 mai 1895, Tarnów, Galicie, Pologne - 25 novembre 1989, New York) était un historien américain d'origine juive polono-autrichienne, spécialiste de l'histoire du peuple juif. Il enseigna à l'université Columbia de 1930 à sa retraite en 1963.

## Biographie
Baron naquit à Tarnow, en Galicie, alors province de l'Empire austro-hongrois, aujourd'hui en Pologne. Sa famille, riche et instruite, faisait partie de l'aristocratie juive. Son père était banquier et président de la communauté juive. Sa première langue fut le polonais, mais il connaissait vingt langues, y compris le Yiddish, l'hébreu biblique et moderne, le français et l'allemand et il était célèbre pour être capable de donner des conférences de haut niveau en cinq langues sans lire de notes.
Baron reçut l'ordination rabbinique au Séminaire théologique juif de Vienne (Autriche) en 1920 et passa trois doctorats à l'université de Vienne en 1923. Il commença à enseigner à l'École normale de Vienne en 1926, mais le rabbin Stephen Wise de New York le convainquit d'aller à New York pour enseigner au Jewish Institute of Religion.
On considère sa nomination comme professeur d'histoire, de littérature et d'institutions juives à l'université Columbia en 1929 comme le début de l'étude savante de l'histoire juive dans une université américaine.
Selon Yosef Hayim Yerushalmi, Baron « était sans aucun doute le plus grand historien juif du XXe siècle. »
Il s'opposait à la conception larmoyante de l'histoire juive, en disant que si la souffrance fait bien partie du destin des juifs, on y trouve aussi bien souvent de la joie en attendant l'ultime rédemption.
Il s'efforçait aussi d'intégrer la dimension religieuse de l'histoire juive dans une peinture complète de la vie juive et d'intégrer l'histoire des juifs dans l'histoire plus vaste des époques et des sociétés où ils vivaient.
Le 24 avril 1961, le professeur Baron témoigna au procès d'Adolf Eichmann à Jérusalem. Il expliqua le contexte historique du génocide nazi. Sur 16 000 Juifs avant la guerre, Tarnow, après Hitler, n'en comptait plus que 20. Il y avait perdu ses parents et une sœur.

## Traduit en français
Histoire d'Israël, I. Des origines au début de l'ère chrétienne. II Les premiers siècles de l'ère chrétienne. Édition française par Valentin Nikiprowetsky. PUF, Quadrige. 1re édition 1956 et 1957. 2e édition, 1986

## Sources
- (en) Cet article est partiellement ou en totalité issu de l’article de Wikipédia en anglais intitulé « Salo Wittmayer Baron » (voir la liste des auteurs).